# Dire, fare, baciare
Dire, fare, baciare (titolo originale Snog Marry Avoid?) è stato un reality show britannico in onda dal 2008 al 2013 su BBC Three. 
La versione italiana dello show è stata trasmessa a partire dal 6 aprile 2013 sulla rete Real Time con la conduzione di Carla Gozzi.

## Struttura
Il programma si proponeva di trasformare in bellezze naturali persone eccessivamente truccate o vestite troppo eccentricamente. A dare consigli di bellezza c'era una robot, chiamata POD. È stato condotto per le prime quattro stagioni da Jenny Frost, membro del gruppo pop britannico Atomic Kitten, e per le ultime due da Ellie Taylor. Solitamente ogni episodio era incentrato su due protagonisti; tuttavia, nel corso delle sei stagioni del programma vi sono state varie eccezioni: due coppie di gemelle, una famiglia, due coppie e un episodio dedicato ai sosia (una sosia di Lady Gaga e una sosia di Britney Spears). 

## Stagioni
| Stagione | Puntate | Prima TV UK      | Prima TV Italia |
| -------- | ------- | ---------------- | --------------- |
| 1        | 6       | 23 giugno 2008   | 6 aprile 2013   |
| 2        | 12      | 16 febbraio 2009 | 27 aprile 2013  |
| 3        | 12      | 4 febbraio 2010  |                 |
| 4        | 12      | 11 gennaio 2011  |                 |
| 5        | 10      | 14 maggio 2012   |                 |
| 6        | 12      | 18 marzo 2013    | 7 dicembre 2013 |

## Versioni internazionali
In Germania è stata trasmessa una versione dello show a partire dal 2008 sul canale tedesco ProSieben, intitolata Love Date or Hate - Die ehrlichste Starstyle-Rubrik der Welt, come parte del programma red! – Stars, Lifestyle & More. Ma a causa delle forti critiche ricevute, lo show è stato cancellato dopo pochi mesi. In questa versione tedesca, POD è chiamata Stylomat.
In Russia è stata trasmessa una versione dal titolo Косметический ремонт (Kosmeticheskij remont] trasmessa a partire dal 23 maggio 2011 sul canale Muz-TV. È stato presentato dall'attrice di teatro e televisiva Aleksandra Rebenok.